# Othakadai
Othakadai is een panchayatdorp in het district Madurai van de Indiase staat Tamil Nadu. 

## Demografie
Volgens de Indiase volkstelling van 2001 wonen er 12.185 mensen in Othakadai, waarvan 52% mannelijk en 48% vrouwelijk is. De plaats heeft een alfabetiseringsgraad van 75%. 